# LIG홈앤밀
LIG홈앤밀(영어: LIG Home&Meal)은 2009년 설립된 대한민국의 외식 서비스 기업이다. 2023년 11월 LIG가 경영권 인수를 위한 주식매매계약을 체결, LIG그룹으로 편입되었다. 2025년 3월 현재와 같이 사명을 변경했다. 이전 사명은 호박패밀리(영어: Hobak Family)다.

## 사업 부문
- 프랜차이즈 사업 : 호박식당과 한와담, 미미담, 오마이포, 카페인잇, 양파이 등 브랜드를 운영하고 있다.

## 같이 보기
- CJ푸드빌
- 롯데GRS
- 이랜드파크
- 한화푸드테크
- 현대그린푸드